# Трескоре-Кремаско
Трескоре-Кремаско (італ. Trescore Cremasco) — муніципалітет в Італії, у регіоні Ломбардія,  провінція Кремона.
Трескоре-Кремаско розташоване на відстані близько 460 км на північний захід від Рима, 36 км на схід від Мілана, 45 км на північний захід від Кремони.
Населення — 2901 особа (2014).
Щорічний фестиваль відбувається 5 лютого. Покровитель — Sant'Agata.

## Демографія
Населення за роками:

Станом на 1 січня 2023 року в муніципалітеті офіційно проживав 331 іноземець з 29 країн, серед них 147 громадян країн Євросоюзу та 7 громадян України.

## Сусідні муніципалітети
- Баньйоло-Кремаско
- Казалетто-Вапріо
- Крема
- Кремозано
- Палаццо-Піньяно
- Куїнтано
- Торліно-Вімеркаті
- Ваяно-Кремаско